# Adam Ševínský
Adam Ševínský, né le 19 juin 2004 à Benešov en Tchéquie, est un footballeur tchèque qui évolue au poste de défenseur central au Sparta Prague.

## Biographie

### En club
Né à Benešov en Tchéquie, Adam Ševínský est formé par le Sparta Prague. Il est prêté le 3 juillet 2024 au Slovan Liberec pour une saison.
Dès son premier match pour le Slovan Liberec il se fait remarquer en inscrivant son premier but, le 21 juillet 2024, contre le MFK Karviná en championnat. Titulaire, il participe à la victoire de son équipe par trois buts à un.
En janvier 2025, Ševínský est rappelé de son prêt afin d'être intégré à l'équipe première du Sparta.
Il joue son premier match de Ligue des champions le 29 janvier 2025, face au Bayer Leverkusen.

### En sélection
Il joue un total de cinq matchs avec l'équipe de Tchéquie des moins de 19 ans, tous en 2022 et marque également un but.